# Томпа, Янош
Янош Томпа (венг. Tompa János; 30 апреля 1947) — венгерский шахматист, международный мастер (1979), международный арбитр (1992).
Многократный участник чемпионатов Венгрии по шахматам. Лучший результат — бронзовая медаль чемпионата 1966 года.
В составе сборной Венгрии участник следующих соревнований:
- 5 командных чемпионатов мира среди студентов (1965—1967, 1969, 1972). В 1972 команда Венгрии заняла 2-е место.
- 5-й командный чемпионата Европы (1973) в Бате. Команда Венгрии заняла 3-е место.

В составе команды «Törökvész Budapest» участник 8-го Кубка европейских клубов (1991/1992) в Мюнхене.